# Ausfällbares Niederschlagswasser
Unter ausfällbarem Niederschlagswasser (englisch precipitable water, Abkürzung PW) versteht man in der Meteorologie und Klimatologie jene Menge flüssigen Wassers, die in einer Säule mit definierter Fläche über die gesamte Höhe der Atmosphäre als (integrierter) Wasserdampf (englisch integrated water vapor, Abkürzung IWV) vorhanden ist. Die Angabe dieser maximal erreichbaren Niederschlagsmenge, bzw. Wassersäulenhöhe erfolgt in Millimetern (mm).
Übersetzt man den Begriff precipitable water direkt aus dem Englischen ins Deutsche, so lautet das vorläufige (nicht ganz korrekte) Ergebnis „Niederschlagswasser“. Dies ist aber jene Menge an Wasser, die Regen in einer definierten Zeitspanne liefert, unabhängig von dem verfügbaren Niederschlagswasser.

## Anwendung
Die Bestimmung des ausfällbaren Niederschlagswassers, also von möglichen, erreichbaren Niederschlagswerten ist immer wieder von Bedeutung. Insbesondere benötigen Wetterdienste und Klimaforscher diese Information um Modelle und folglich Prognosen erstellen zu können (Beispiele):
- Bergwacht und Alpinrettung – Schneeberichte und Lawinenwarnungen
- Katastrophenschutz – Hochwasserwarnungen etc.
- Allgemein – Starkregenwarnungen und andere Bedrohungen (z. B. Hagel)

## Beispiel
In einem Würfel mit einem Volumen von einem Kubikmeter und einer Grundfläche von einem Quadratmeter befinde sich „feuchte“ Luft nahe der Sättigung bei 20 °C, aber noch keine Wolken, bzw. Tröpfchen. Da es sich nur um einen kleinen Würfel handelt, kann man auch eine konstante Dichte annehmen. Der in der Luft in dem Würfel vorhandene Wasserdampf hat ein Gewicht von rund 18 g. Nun stapelt man 1.000 solcher Würfel übereinander (unter der Annahme, dies sei die Dicke einer normalen Wolke und vernachlässige dabei andere Größen wie Druck, Temperatur etc.). Der in diesem Turm mit 1.000 m Höhe vorhandene Wasserdampf beträgt somit 18 kg. Könnte man diesen Turm wie eine Zitrusfrucht „auspressen“, so erhielte man 18 kg bzw. rund 18 l Wasser. Diese 18 l Wasser in einem Becken mit 1 m² Grundfläche ergäben eine Wasserstandshöhe von 18 mm. Folglich würde unsere Wolke mit 1.000 m Höhe an der Sättigung ein Niederschlagswasser von 18 mm oder 18 l/m² ergeben.
Bei realer Betrachtung erstreckt sich die einzubeziehende Höhe über die gesamte Atmosphäre und es müssen alle wesentlichen Parameter wie Druck, Temperatur etc. in der Dichtefunktion berücksichtigt werden.

## Berechnung
Man integriert mit Hilfe einer Dichtefunktion des Wasserdampfs {\displaystyle \rho _{w}\left(z\right)} über eine definierte Fläche den kompletten Wasserdampf der darüber liegenden Atmosphäre (Säule) und erhält somit IWV
{\displaystyle IWV=\int _{0}^{\infty }\rho _{w}\left(z\right)dz}
Hat man IWV berechnet, so benötigt man die Dichte von Wasser {\displaystyle \rho _{l}}, um zum Niederschlagswasser PW zu gelangen
{\displaystyle PW={\frac {IWV}{\rho _{l}}}}

## Messung
Hier gibt es unterschiedliche Methoden:
- Messung der Strahlungsintensität von zwei unterschiedlichen Wellenlängen der Sonne, eine davon wird durch Wasser absorbiert. Die Berechnung erfolgt mittels Lambert-Beerschem Gesetz.
- Radiosondenmessung (relative Luftfeuchte, Luftdruck und Temperatur) und Vereinigung aller Parameter in einer Dichtefunktion, sowie Integration über die komplette Höhe der Atmosphäre (siehe oben).